# Maison communale de Saint-Josse-ten-Noode
 (août 2025).
Si vous disposez d'ouvrages ou d'articles de référence ou si vous connaissez des sites web de qualité traitant du thème abordé ici, merci de compléter l'article en donnant les références utiles à sa vérifiabilité et en les liant à la section « Notes et références ».
La maison communale de Saint-Josse-ten-Noode (en néerlandais : Gemeentehuis van Sint-Joost-ten-Node) est un immeuble construit dans le style Beaux-Arts et situé avenue de l'Astronomie à Saint-Josse-ten-Noode.